# Vallejos, Mexiko
Vallejos är en ort i Mexiko.   Den ligger i kommunen Silao de la Victoria och delstaten Guanajuato, i den centrala delen av landet, 290 km nordväst om huvudstaden Mexico City. Vallejos ligger 1 820 meter över havet och antalet invånare är 329.
Terrängen runt Vallejos är platt åt sydväst, men åt nordost är den kuperad. Runt Vallejos är det ganska tätbefolkat, med 207 invånare per kvadratkilometer. Närmaste större samhälle är Guanajuato, 14,7 km nordost om Vallejos. Trakten runt Vallejos består till största delen av jordbruksmark.